# Oxyopes nilgiricus
Oxyopes nilgiricus là một loài nhện trong họ Oxyopidae.
Loài này thuộc chi Oxyopes. Oxyopes nilgiricus được miêu tả năm 1955 bởi Sherriffs.